# Форт Стюарт
Форт Стюарт (англ. Fort Stewart) — одна з військових баз армії США та переписна місцевість, яка розташована в округах Ліберті і Браян, та частково на незначні частини округів Еванс, Лонг та Теттнолл. Населення становило 11 205 осіб за переписом 2000 року. Сусіднє місто Гайнсвілл разом із Форт Стюарт та рештою округів Ліберті та Лонг складають столичний район Гайнсвілл. Багато жителів форту Стюарт проходять службу у 3-ій піхотній дивізії.
Форт Стюарт — найбільша військова база армії США на схід від річки Міссісіпі. Він займає 280 000 акрів і знаходиться приблизно на відстані 41 милі на південний захід від міста Саванна.
Форт Стюарт та армійський аеродром «Хантер» — це комплексний центр підготовки військовослужбовців світового класу на східному узбережжі Сполучених Штатів.
Полігони для стрільб танків, польової артилерії, вертольотів та стрілецької зброї діють одночасно протягом року, вплив на процес підготовки через негоду мінімальний.